# Il cuore nel pozzo
Il cuore nel pozzo è una miniserie televisiva italiana, prodotta nel 2005 e diretta da Alberto Negrin.

## Descrizione
La fiction è prodotta dalla Rai Fiction e Rizzoli Audiovisivi. La storia è incentrata sulla fuga di un gruppo di bambini dai partigiani di Tito, ambientata negli ultimi anni della seconda guerra mondiale. Il consulente storico del film è Giovanni Sabbatucci, docente di storia contemporanea presso la Sapienza - Università di Roma.
Il film è stato girato nell'autunno del 2004 in Montenegro, poiché le autorità croate hanno vietato le riprese in Istria, dato che, a loro avviso, i contenuti non avevano un riscontro storico.

## Trama
Siamo in Istria nel 1945, quando ormai in Italia era caduto il fascismo ed era prossima la fine della guerra, mentre le truppe e i corpi di polizia erano disorientati dalla situazione.
In questa atmosfera, i partigiani di Tito marciano verso Trieste per conquistare terreno e prendere i territori italiani della Venezia Giulia, della Dalmazia e dell'Istria. Giunge qui Novak, uno di questi partigiani, per ritrovare il figlio Carlo, avuto da una donna italiana, Giulia, che aveva violentato anni prima. Poi appare una nuova famiglia, quella di Francesco, che aiuterà il piccolo Carlo. Giulia nasconde il figlio nell'orfanotrofio di don Bruno e preferisce morire per mano dello stesso Novak piuttosto che rivelare il nascondiglio del figlio. Segue poi una rincorsa dei partigiani alla caccia dei bambini dell'orfanotrofio che, guidati da don Bruno, arrivano verso zone di confine più sicure e meno battute dai partigiani slavi.
Con l'aiuto di Ettore, un reduce alpino, e di Anja, una collaboratrice slava di don Bruno e di Walter che però verrà ucciso (come poi anche Novak), rappresentante del Comitato di Liberazione Nazionale, di tre soldati italiani sbandati e con la morte di don Bruno, riusciranno comunque a salvarsi.

## Il significato del titolo
La parola "pozzo" del titolo si riferisce alle foibe, le cavità carsiche, tecnicamente inghiottitoi, in cui all'epoca furono gettati i corpi massacrati di numerosi civili e militari.

## La messa in onda
La fiction venne trasmessa in Italia su Rai 1 il 6 ed il 7 febbraio 2005 in due puntate. Era la prima volta che la TV di Stato italiana trasmetteva in prima serata un film che trattasse il dramma delle foibe, tant'è vero che Il cuore nel pozzo è noto per aver acceso diverse polemiche sull'interpretazione delle vicende di quel periodo.
Il 10 febbraio 2010 è stato replicato in prima serata su Rai 1 (in versione ridotta), per celebrare il Giorno del ricordo.

## Le polemiche
La scelta dell'ambientazione in un periodo storico molto controverso all'interno di un'area geografica di contrasti etnici molto forti e non ancora del tutto sopiti, ne ha fatto un caso politico e diplomatico.
Le reazioni slovene sono state molto accese; il film ha reso più tesi i rapporti del governo italiano con la comunità slovena dell'Istria, anche perché messo in onda e pubblicizzato in un clima politico italiano molto particolare, ed anzi ha ottenuto l'esplicita approvazione di Alleanza Nazionale e del governo Berlusconi. Il regista Negrin invece ha sempre affermato di non aver voluto fare un film politico, ma di voler semplicemente narrare degli eventi storici che per oltre mezzo secolo sono stati trascurati e ignorati da gran parte dell'opinione pubblica italiana.
La miniserie è stata messa in onda il 6 ed il 7 febbraio 2005, qualche giorno prima della prima ricorrenza del Giorno del ricordo del 10 febbraio, istituita dal Parlamento italiano nel 2004 con voto quasi plebiscitario.
Circa un mese dopo la messa in onda della miniserie televisiva, l'attore Leo Gullotta, che vi aveva recitato nel ruolo di don Bruno, fu invitato al congresso di Rifondazione Comunista a leggere le lettere di alcuni partigiani per celebrare la liberazione. Non appena l'attore prese la parola, fu investito da urla e insulti da parte di alcuni militanti, prontamente allontanati dal servizio d'ordine. Il segretario del partito Fausto Bertinotti e la maggioranza dei congressisti condannarono la contestazione e applaudirono l'attore alzandosi in piedi. Bertinotti denunciò inoltre un «insopportabile grado di intolleranza in questo partito».
Il giornale croato Rijeka Novi List ha commentato il film dicendo "si tratta del peggior film di propaganda mai realizzato [...] è un assalto alla storia da parte della destra italiana".
Anche auterevoli storici italiani delle questioni relative al confine orientale hanno espresso valutazioni molto pesanti sul valore storico del film.